# 堀内三郎

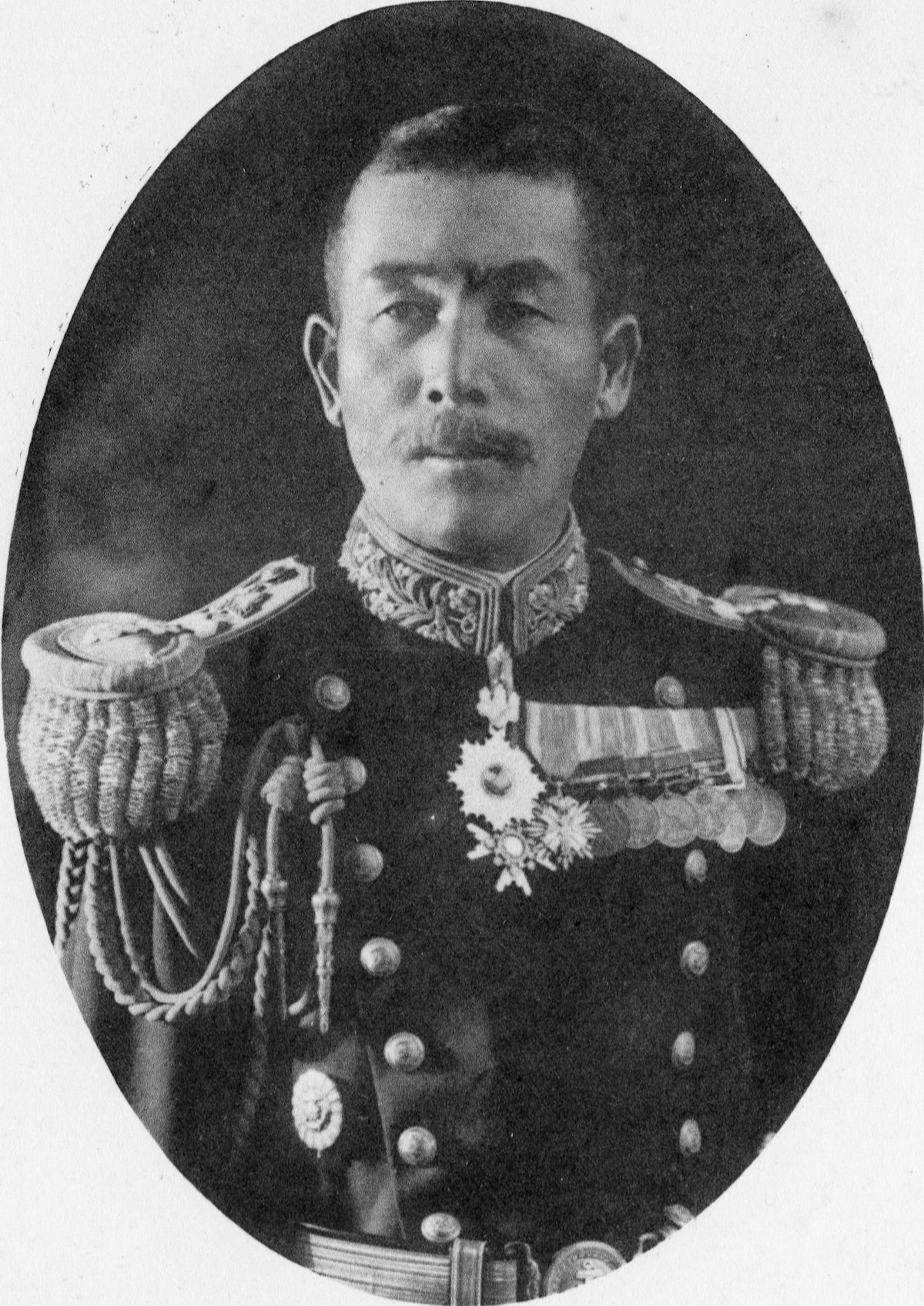
堀内三郎

堀内 三郎（ほりのうち さぶろう、1870年1月6日（明治2年12月6日） - 1933年（昭和8年）12月20日）は、日本の海軍軍人。最終階級は海軍中将。

## 経歴
篠山藩家老・吉原利恒の三男として生れ、同藩士・堀内令順の養子となる。鳳鳴義塾、攻玉社を経て、1890年7月、海軍兵学校（17期）を卒業し、1892年6月、海軍少尉任官。「天龍」乗組、横須賀海兵団分隊長、「浪速」分隊長、呉水雷団水雷艇隊艇長などを歴任。
1900年3月から海軍大学校で学び始めたが、義和団の乱により一時退学し、常備艦隊参謀、「常磐」分隊長、佐世保鎮守府参謀を勤めた後復校し、1901年5月、海大（将校科甲種2期）を卒業した。呉鎮守府参謀、砲術練習所教官、イギリス駐在、イギリス海軍大学入校などを経て、日露戦争では第1艦隊司令部付（香港丸乗組）、同艦隊参謀として出征した。
砲術練習所教官、第1艦隊参謀、海大教官、教育本部第2部員、「宗谷」艦長、「筑波」艦長、海兵教頭、教育本部第1部長などを歴任し、1915年12月、海軍少将に進級。第1艦隊参謀長、横須賀鎮守府参謀長、海軍砲術学校長、兼海軍水雷学校長、練習艦隊司令官などを経て、1919年12月、海軍中将となった。以後、将官会議議員、軍務局長、海大校長、軍令部次長、横須賀鎮守府司令長官、軍令部出仕を経て、1925年3月、予備役に編入された。
その後、財団法人海軍協会副会長を務めた。

## 栄典・授章・授賞
位階
- 1892年（明治25年）7月20日 - 正八位[3]
- 1898年（明治31年）3月8日 - 正七位[4]
- 1902年（明治35年）3月31日 - 従六位[5]
- 1905年（明治38年）9月12日 - 正六位[6]
- 1915年（大正4年）6月11日 - 正五位[7]
- 1919年（大正8年）12月27日 - 従四位[8]
- 1924年（大正13年）3月29日 - 正四位[9]

勲章等
- 1895年（明治28年）11月18日 - 勲六等単光旭日章[10]・明治二十七八年従軍記章[11]
- 1901年（明治34年）11月30日 - 勲五等瑞宝章[12]
- 1906年（明治39年）4月1日 - 功四級金鵄勲章・勲四等旭日小綬章・明治三十七八年従軍記章[13]
- 1920年（大正9年）3月29日 - 勲二等瑞宝章[14]
- 1921年（大正10年）7月1日 - 第一回国勢調査記念章[15]
- 1930年（昭和5年）12月5日 - 帝都復興記念章[16]

## 親族
- 弟 堀内謙介（外交官）